# Suite centrale descendante
Soit G un groupe, au sens mathématique. On pose C1(G) = G et, pour tout entier n ≥ 2, on définit par récurrence sur n :
où, A et B étant deux sous-groupes de G, [A, B] désigne le sous-groupe de G engendré par les commutateurs [a, b], avec a dans A et b dans B. La suite {\displaystyle \ (C^{n}(G))_{n\geq 1}}, qu'on note aussi (γn(G))n, est appelée la suite centrale descendante de G. En particulier, C2(G) est le groupe dérivé de G.
On montre facilement par récurrence sur n que Cn+1(G) est contenu dans Cn(G), autrement dit la suite centrale descendante est décroissante (relativement à la relation d'inclusion).
Un groupe est nilpotent si et seulement sa suite centrale descendante atteint le sous-groupe réduit à l'élément neutre e. Si G est un groupe nilpotent, le plus petit nombre naturel n ≥ 0 tel que Cn+1(G) = { e } est appelé la classe de nilpotence de G et G est dit nilpotent de classe n.

## Quelques faits
Soit G un groupe.
- Pour tout nombre naturel n ≥ 1, Cn(G) est un sous-groupe pleinement caractéristique de G, c'est-à-dire qu'il est stable par tout endomorphisme de G[3]. Cela se démontre facilement par récurrence sur n, compte tenu du fait que si f est un endomorphisme de G et A, B des sous-groupes de G, alors f([A, B]) = [f(A), f(B)].
- Donc, pour tout nombre naturel n ≥ 1, Cn+1(G) est un sous-groupe normal de G et de Cn(G). Le quotient Cn(G)/Cn+1(G) est contenu dans le centre de G/Cn+1(G)[3] et est donc un groupe abélien.
- Le lemme des trois sous-groupes permet de démontrer[4] (par exemple par récurrence sur j) que {\displaystyle \ [C^{i}(G),C^{j}(G)]\leq C^{i+j}(G)} pour tous entiers i, j ≥ 1.
- On en tire[5] (par récurrence sur i) que {\displaystyle \ C^{i}(C^{j}(G))\leq C^{ij}(G)} pour tous entiers i, j ≥ 1.
- Il en résulte[5] que si {\displaystyle \ (D^{n}(G))_{n\geq 0}} désigne la suite dérivée de G, {\displaystyle \ D^{n}(G)\leq C^{2^{n}}(G)}.
- Il résulte de ceci[6] que si n désigne un nombre naturel, tout groupe nilpotent de classe ≤ 2n – 1 est résoluble de classe ≤ n.

## Suite centrale descendante et produit tensoriel
Étant donnés un groupe G et un entier naturel n ≥ 1, désignons par Fn(G) le groupe quotient Cn(G)/Cn+1(G). En particulier, F1(G) est l'abélianisé de G. On a vu que les quotients Fn(G) sont des groupes abéliens. Ils peuvent donc être considérés comme des ℤ-modules. D. J. S. Robinson (de) s'est intéressé aux produits tensoriels de ces modules. Il a montré qu'il existe une (et une seule) application de Fn(G) × F1(G) dans Fn+1(G) qui, pour tout élément a de Cn(G) et tout élément b de G, envoie le couple (aCn+1(G), bC2(G)) sur [a, b] Cn+2(G) et que cette application est bilinéaire. En vertu de la propriété universelle du produit tensoriel, il existe donc une et une seule application linéaire du produit tensoriel Fn(G) ⊗ F1(G) dans Fn+1(G) qui, pour tout élément a de Cn(G) et tout élément b de G, envoie aCn+1(G) ⊗ bC2(G) sur [a, b]Cn+2(G). Puisque les éléments de la forme [a, b] Cn+2(G) engendrent Fn+1(G), cette application linéaire est un homomorphisme surjectif. De proche en proche, on en tire que, pour tout nombre naturel n, il existe un homomorphisme surjectif de {\displaystyle \bigotimes _{i=1}^{n}F_{1}(G)} (produit tensoriel de n modules égaux à l'abélianisé de G) sur le quotient Fn(G) = Cn(G)/Cn+1(G). La structure du premier des quotients de la suite centrale descendante de G, c'est-à-dire la structure de l'abélianisé de G, fournit donc des renseignements sur la structure des autres quotients. Par exemple, puisque le produit tensoriel d'une famille finie de modules finis est lui-même un module fini, il suffit que le premier quotient soit fini pour que les autres quotients le soient aussi. Il en résulte par exemple que tout groupe nilpotent dont l'abélianisé est fini est lui-même fini et tout groupe nilpotent dont l'abélianisé est de type fini est lui-même de type fini.